# Verticordia multiflora
Verticordia multiflora är en myrtenväxtart som beskrevs av Porphir Kiril Nicolai Stepanowitsch Turczaninow. Verticordia multiflora ingår i släktet Verticordia och familjen myrtenväxter.

## Underarter
Arten delas in i följande underarter:
- V. m. multiflora
- V. m. solox